# Lista gmin w Luksemburgu
To jest lista gmin w Luksemburgu. Gminy są według hierarchii najmniejszą jednostką administracyjną w Luksemburgu, po kantonach i dystryktach.

Kantony i gminy Luksemburga

102 gminy

- Bascharage
- Beaufort
- Bech
- Beckerich
- Berdorf
- Bertrange
- Bettembourg
- Bettendorf
- Betzdorf
- Bissen
- Biwer
- Boevange-sur-Attert
- Boulaide
- Bourscheid
- Bous
- Burmerange
- Clemency
- Clervaux
- Colmar-Berg
- Consdorf
- Consthum
- Contern
- Dalheim
- Diekirch
- Differdange
- Dippach
- Dudelange
- Echternach
- Ell
- Ermsdorf
- Erpeldange-sur-Sûre
- Esch-sur-Alzette
- Esch-sur-Sûre
- Eschweiler
- Ettelbruck
- Feulen
- Fischbach
- Flaxweiler
- Frisange
- Garnich
- Goesdorf
- Grevenmacher
- Grosbous
- Heffingen
- Heinerscheid
- Hesperange
- Hobscheid
- Hoscheid
- Hosingen
- Junglinster
- Kayl
- Kehlen
- Kiischpelt
- Koerich
- Kopstal
- Lac de la Haute-Sûre
- Larochette
- Lenningen
- Leudelange
- Lintgen
- Lorentzweiler
- Luksemburg
- Mamer
- Manternach
- Medernach
- Mersch
- Mertert
- Mertzig
- Mompach
- Mondercange
- Mondorf-les-Bains
- Munshausen
- Neunhausen
- Niederanven
- Nommern
- Pétange
- Préizerdaul
- Putscheid
- Rambrouch
- Reckange-sur-Mess
- Redange-sur-Attert
- Reisdorf
- Remerschen
- Remich
- Roeser
- Rosport
- Rumelange
- Saeul
- Sandweiler
- Sanem
- Schieren
- Schifflange
- Schuttrange
- Septfontaines
- Stadtbredimus
- Steinfort
- Steinsel
- Strassen
- Tandel
- Troisvierges
- Tuntange
- Useldange
- Vianden
- Vichten
- Wahl
- Waldbillig
- Waldbredimus
- Walferdange
- Weiler-la-Tour
- Weiswampach
- Wellenstein
- Wiltz
- Wincrange
- Winseler
- Wormeldange